# Richard Posner
 (juin 2020).
Pour les articles homonymes, voir Posner.
Richard Allen Posner (né le 11 janvier 1939 à New York) est un juriste américain, juge à la Cour d'appel des États-Unis pour le septième circuit. Il est l’un des plus grands représentants du mouvement de l’analyse économique du droit qu’il a aidé à former à l’université de Chicago, où il est encore professeur à la Faculté de droit
Richard Posner a écrit plus de 50 livres et sa production littéraire, économique et juridique est variée, touchant aussi bien la théorie du droit que la littérature, les problèmes de sécurité nationale, l’analyse des mœurs, etc. Ses principaux livres sont Economic Analysis of Law, The Problems of Jurisprudence, Sex and Reason, Overcoming Law, Law, Pragmatism and Democracy, et The Problematics of Moral and Legal Theory.

## Biographie

### Éléments de biographie
Richard Posner est né à New York en 1939 de parents sympathisants communistes.
Posner est diplômé de l’université Yale (A.B., 1959, summa cum laude), où il se spécialise en littérature anglaise, et de la Faculté de droit de Harvard (LL.B, 1962, magna cum laude), où il fut aussi président de la Harvard Law Review. Après un passage en tant qu'assistant du juge à la Cour suprême des États-Unis William J. Brennan, Jr. Entre 1962 et 1963, il travailla pour le département de la concurrence au ministère de la Justice. En 1969, il rejoint l’université de Chicago et sa faculté de Droit, où il est encore professeur, tout comme son fils Eric Posner. Il a été un des rédacteurs fondateur du Journal of Legal Studies en 1972.
Le président Ronald Reagan nomma Posner au poste de juge à la cour d’appel pour le septième circuit, siégeant à Chicago, en 1981. Suivant une tournante, il a été président de cette cour de 1993 à 2000.
Les idées de Posner combinent de façon inhabituelle un pragmatisme en philosophie, une obédience de libéral au sens classique en matière de politique et les raisonnements économiques dans sa méthodologie juridique. La plus grande influence de Posner reste la création du mouvement de l’analyse économique du droit par son manuel de 1972 Economic Analysis of Law. En décembre 2004, il commence un blog avec Gary Becker, récipiendaire du prix Nobel en économie.

### Vers la Cour suprême?
Le nom de Posner, du fait de son travail en tant que juge et de son influence universitaire, avait été mentionné dans un projet du président George W. Bush pour des nominations potentielles à la Cour suprême des États-Unis afin de remplacer la juge Sandra Day O'Connor. Robert S. Boynton, dans un article du The Washington Post, avait alors dit qu’il ne pourrait jamais siéger à un tel poste à cause de certaines positions qu’il a prises et qui le rendent très controversé :
- Des propos dans un article de 1999 dans la Raritan Quaterly review selon lesquels la « rule of law » est un concept superflu de la théorie juridique.
- Un plaidoyer pour la création d’un marché de vente et d’achat de bébés, sur la base qu’un tel marché mènerait à un résultat plus efficient que le système actuel d’agences gouvernementales[2],[3]
- Soutien à la légalisation du cannabis et du LSD[4].

## L’analyse économique du droit
Richard Posner est décrit comme l'un des juristes les plus influents aux Etats-Unis de son époque, et il est particulièrement connu pour son approche de l’analyse économique du droit,,,. Avec William Landes, sous la direction de Gary Becker alors au National Bureau of the Economic Research, ils ont, à la fin des années 1960, mené une série de recherches sur les fondements économiques des raisonnements juridiques et sur le fonctionnement économique d’une série de phénomènes juridiques : fonctionnement des cours de justice, droit civil, droit constitutionnel et fondement des principaux concepts juridiques.
Ayant commencé son parcours intellectuel par une attaque agressive des fondements traditionnels du droit de la concurrence américain (Antitrust Law) en se servant des principes fondamentaux de la science économique, il s'est ensuite illustré en élargissant cet axe de recherche à l'intégralité du droit de common law : Contracts, Torts, Criminal Offenses, Process of litigation. Sa thèse principale qui guide la majeure partie de son œuvre est celle de l'efficience du droit de common law, allant jusqu'à parler d'« efficience » (selon la théorie économique) comme synonyme et même plus loin, comme but de la Justice.
Le livre fondamental de Posner sur ce sujet est son premier manuel Economic analysis of Law (1972) où il lance les bases du programme de recherches qui sera plus tard le Law & Economics (ce manuel en est aujourd'hui à sa septième édition, parue en 2007). La même année, il fonde le Journal of Legal Studies, à l’université de Chicago. En parallèle du Journal of Law and Economics, ce journal est depuis la référence en ce qui concerne l’analyse économique des phénomènes juridiques. Posner a été le rédacteur de ce journal de 1972 à 1982 (date de sa nomination au poste de juge). Il fut également rédacteur de l’American Law and Economics Review de 1995 à 2005.

## Positions majeures
Le positionnement moral et politique de Posner n’est pas facile à résumer. Ses parents étaient membres du Parti communiste américain et dans sa jeunesse (en tant que clerc de justice), il a souvent été considéré comme libéral. Cependant, il a aujourd’hui développé de nombreux arguments tendant à le faire apparaître aux côtés des conservateurs, comme ses prises de positions sur les problèmes de défense nationale.
Plus encore, s’il est considéré comme un juge et un universitaire aux principes de droite, le pragmatisme de Posner, sa revendication d’un relativisme et scepticisme moral ainsi que son attachement au philosophe Friedrich Nietzsche l’éloignent des conservateurs. Ainsi, ses décisions en tant que juge le placent dans le camp modéré voire libéral (au sens américain du terme) du parti républicain. En tant que juge, Posner estime avoir une approche pragmatique. 
Parmi ses plus grandes sources d’influences, on compte les juristes américains Oliver Wendell Holmes, Jr. et le juge Learned Hand (à partir duquel est tiré la fameuse formule de Hand). 
Droit et vie privée
Il s’est opposé à la loi sur le droit à la vie privée de 1981, au motif que les intérêts protégés par ce type de loi ne sont pas réellement distinctifs par rapport à d’autres intérêts similaires. Selon lui, la vie privée n’est toujours pas protégée de manière efficiente.
Avortement
Il a écrit de nombreuses opinions en faveur du droit à l’avortement.
Rupture de contrats
Il a aussi écrit un certain nombre d’opinions en faveur de la rupture efficiente de contrats. Une rupture efficiente est une situation où la rupture du contrat entre A et B, au profit de C, amène pour la société plus de gains que de coûts, même lorsque des dommages et intérêts sont payés à la personne lésée par la rupture.
Guerre anti-drogue
Il a qualifié la politique américaine de lutte contre la drogue de « chimérique ». Il a souvent évoqué la difficulté de faire appliquer la législation sur le cannabis et le manque de raisons de criminaliser le cannabis plus qu’une autre substance.
Mariage homosexuel
En 1992, Posner écrit dans Sex and Reason que l'interdiction du mariage entre personnes du même sexe était justifiée d'un point de vue rationnel. Néanmoins, en 2014, sa position a évolué. Ainsi, selon Posner, l'interdiction du mariage en personne du même sexe avait pour source  "une tradition de haine et de discrimination". Il rapproche cette interdiction de l'interdiction du mariage entre personne de races différentes. Ainsi, l'interdiction est, selon Posner, inconstitutionnelle au regard de la clause de protection égale. 

## Publications
Richard Posner a écrit plus de 50 livres et plus de 500 articles.

### Sélection de livres
- 2007. Economic Analysis of Law, 7e ed.,  (ISBN 978-0-735-56354-4)
- 2007. The Little Book of Plagiarism,  (ISBN 978-0-375-42475-5)
- 2006. Not a Suicide Pact: The Constitution in a Time of National Emergency,  (ISBN 978-0-19-530427-5)
- 2006. Uncertain Shield: The U.S. Intelligence System in the Throes of Reform,  (ISBN 978-0-742-55127-5)
- 2005. Preventing Surprise Attacks: Intelligence Reform in the Wake of 9/11,  (ISBN 978-0-742-54947-0)
- 2004. Catastrophe: Risk and Response,  (ISBN 978-0-19-530647-7)
- 2003. Public Intellectuals: À Study of Decline,  (ISBN 978-0-674-00633-1)
- 2003. Law, Pragmatism and Democracy,  (ISBN 978-0-674-01081-9)
- 2001. Breaking the Deadlock: The 2000 Presidential Election and the Courts,  (ISBN 978-0-691-09073-3)
- 2001. Antitrust Law, 2e ed.,  (ISBN 978-0-226-67576-3)
- 2001. Frontiers of Legal Theory,  (ISBN 978-0-674-01360-5)
- 1998. Law and Literature (ed. revue et augmentée),  (ISBN 978-0-674-51471-3)
- 1996. Law and Legal Theory in England and America,  (ISBN 978-0-19-826471-2)
- 1996. The Federal Courts: Challenge and Reform (2e ed.),  (ISBN 978-0-674-29627-5)
- 1995. Aging and Old Age,  (ISBN 978-0-226-67568-8)
- 1995. Overcoming Law,  (ISBN 978-0-674-64926-2)
- 1992. Sex and Reason,  (ISBN 978-0-674-80280-3)
- 1990. Cardozo: A Study in Reputation,  (ISBN 978-0-226-67556-5)
- 1990. The Problems of Jurisprudence,  (ISBN 978-0-674-70876-1)
- 1988. Law and Literature: A Misunderstood Relation,  (ISBN 978-0-674-51468-3)
- 1981. The Economics of Justice,  (ISBN 978-0-674-23526-7)

### Sélections d’articles
- Pragmatism Versus Purposivism in First Amendment Analysis, 54 Stan. L. Rev. 737 (2002)
- The Problematics of Moral and Legal Theory, 111 Harv. L. Rev. 1637 (1998)
- Statutory Interpretation - In the Classroom and in the Courtroom, 50 U. Chi. L. Rev. 800 (1983)